# 顧山 (法國外交官)
顧山（法語：Maurice Gourdault-Montagne，1953年11月6日—），男，法國外交官，前任法國駐華大使。

## 生平
1953年11月6日生於法國巴黎。1978加入法國外交部。1998年至2002年，出任法國駐日本大使。2002年至2007年，出任法國總統辦公室外交顧問、八國集團協調人。2007年至2011年，出任法國駐英國大使。2011年至2014年，出任法國駐德國大使。2014年8月20日至2017年，出任法國駐華大使。